# 現代Rotem
現代Rotem株式會社，通稱現代Rotem，在臺灣又稱現代樂鐵，是韓國一家出產鐵路車輛、信號系統、軍事及廠房產品的公司，為現代汽車集團的一員，其產品出口國家超過50個。截至2024年，現代Rotem有逾4,100名員工。

## 沿革
受1997年亞洲金融風暴影響，作為政府牽頭的重組計劃的一部分，現代精工、大宇重工和韓進重工的鐵路車輛部門在1999年7月1日整合為韓國鐵道車輛株式會社（韓語：한국철도차량 주식회사）。
2000年，現代精工向KOROS出售其軍事產品部門和廠房產品部門，同年亦更名為現代摩比斯。2001年8月，因應大宇集團解散，大宇重工同意將其在KOROS的股權出售予現代摩比斯，使後者成為KOROS的大股東。2002年1月1日，韓國鐵道車輛株式會社更名為株式會社Rotem（韓語：주식회사 로템，Rotem全稱）。
2006年，摩根士丹利藉向現代汽車購買股份及參與供股，成為Rotem的股東之一，直至2018年為止。同年，韓進重工向摩根士丹利出售其在Rotem的股權，使Rotem的股東當中，1999年整合時的法人股東，只剩下現代汽車集團旗下公司。2007年12月3日，株式會社Rotem在公司名稱加上「現代」（현대）二字，反映公司屬於現代汽車集團一員。2013年10月30日，現代Rotem於韓國股票上市。
雖然現代Rotem把1977年7月1日定為成立日，亦為「韓國精工」正式更名為「現代精工」的日子，但在其部分出版物中，現代Rotem有時會將其歷史追溯到大宇重工和韓進重工的鐵路車輛部門，他們最早在1964年開始製造鐵路車輛。

## 鐵路產品

### 鐵路車輛
現代Rotem對於產品的品質、安全性與環境皆相當重視，獲得ISO/KSA國際品質管理機構認證與國際鐵道產業標準IRIS認證，具備相當之品質競爭力。使用現代Rotem製列車的系統包括韓國的KTX高速列車、SRT高速列車、首爾首都圈電鐵、釜山都市鐵道、港鐵、臺鐵、印度德里地鐵、澳洲悉尼火車、加拿大溫哥華架空列車的加拿大綫等。
2024年6月，韓國高速鐵路技術首次出口國外。韓國政府與烏茲別克政府達成協議，烏茲別克鐵路將進口6組7輛編組，由現代Rotem以KTX-Eum設計為基礎建造的UTY EMU-250型高速列車，該列車預計在塔什干—薩馬爾罕高速鐵路營運。6組高速列車連同韓國鐵道公社和現代Rotem提供的維護保修服務，價值2700億韓圓（按當時匯率計算約合1.96億美元）。
2024年9月，現代Rotem的EMU-320高速列車（在韓國命名為「KTX-青龍」後繼續以原名作進一步研發及對外銷售）獲得歐盟鐵路互通性技術規範（英語：Technical Specifications for Interoperability）的設計認證，為向歐洲高速鐵路市場進發踏出重要一步。
2025年2月26日，現代Rotem獲得來自摩洛哥國家鐵路公司的雙層電動列車訂單，金額達2.2027兆韓圓（按當時匯率計算約合15億美元）。截至2025年2月，這不但是現代Rotem的鐵路車輛部門歷史上得到的最大單一訂單，也是韓國所有鐵路車輛製造商之中歷史上獲得的最大單一國外訂單。

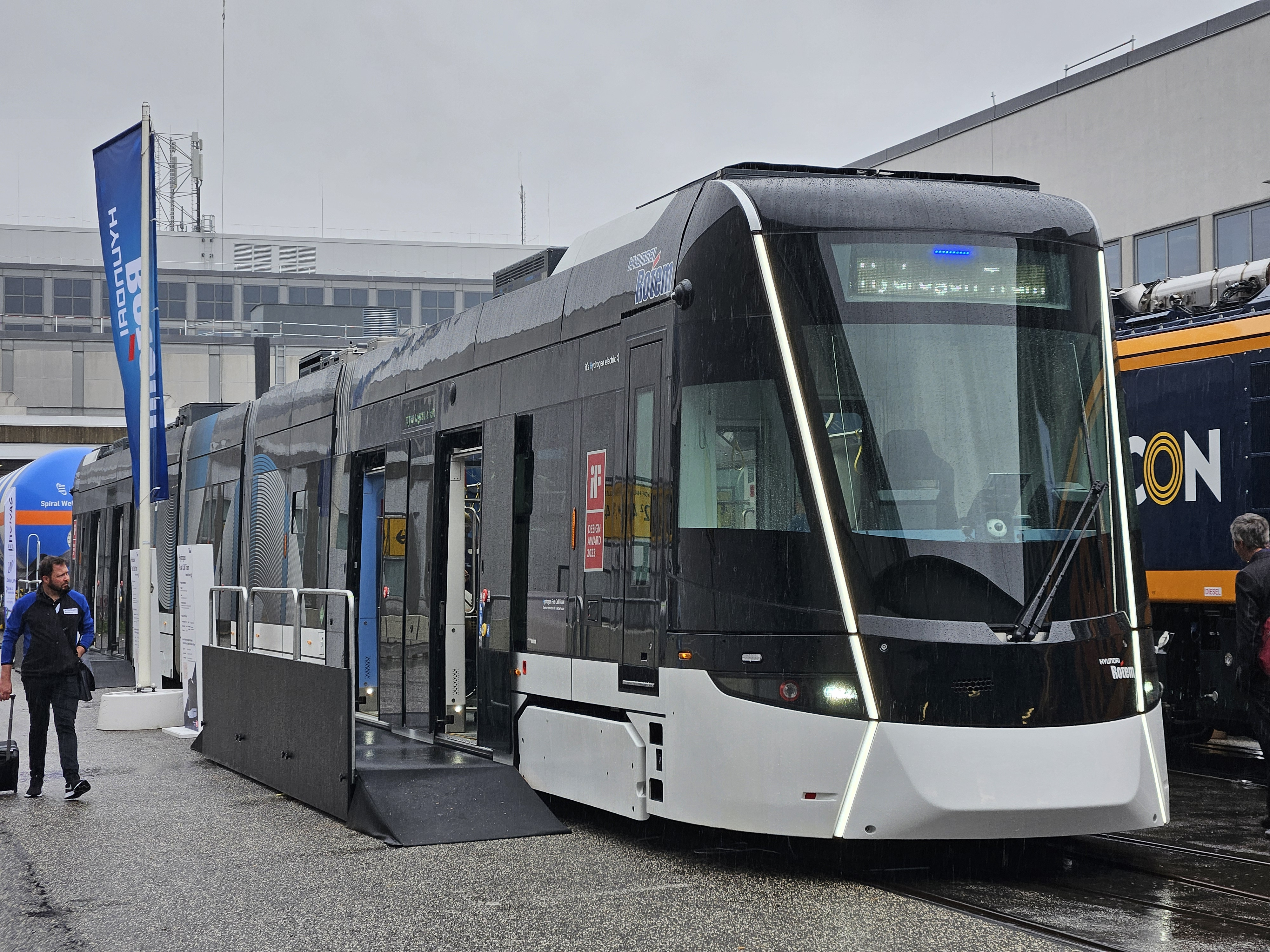
現代Rotem在2024年柏林軌道交通技術展（InnoTrans）展出的氫能源燃料電池路面電車

除傳統的柴油列車、電動列車外，現代Rotem也基於其母公司現代汽車的技術，開發氫能源燃料電池鐵路車輛。2021年，現代Rotem公佈氫能源燃料電池路面電車概念車，翌年在德國柏林軌道交通技術展（InnoTrans 2022）展出設計經修改過的模型路面電車。此新設計後來在2023年獲得iF設計獎產品設計類別獎，現代Rotem並在同年的釜山國際鐵道技術產業展（RailLog Korea）上展出實物原大車輛。2024年，現代Rotem公佈其詳細規格及配置，並在同年的InnoTrans展出同樣的實物原大車輛。配有相同規格及配置的量產車輛預計會在2028年在韓國大田都市鐵道2號線落成時投入服務。現時，現代Rotem也在同步開發其他種類的氫能源燃料電池鐵路車輛，例如是鐵路機車和動力分散式列車。
在以下列表中，除了有由現代Rotem（包括更名前的KOROS、Rotem）生產的鐵路車輛外，1999年整合前由現代精工、大宇重工、韓進重工生產的鐵路車輛也會包括在內。

#### 高速鐵路列車
- 韓國高速鐵路

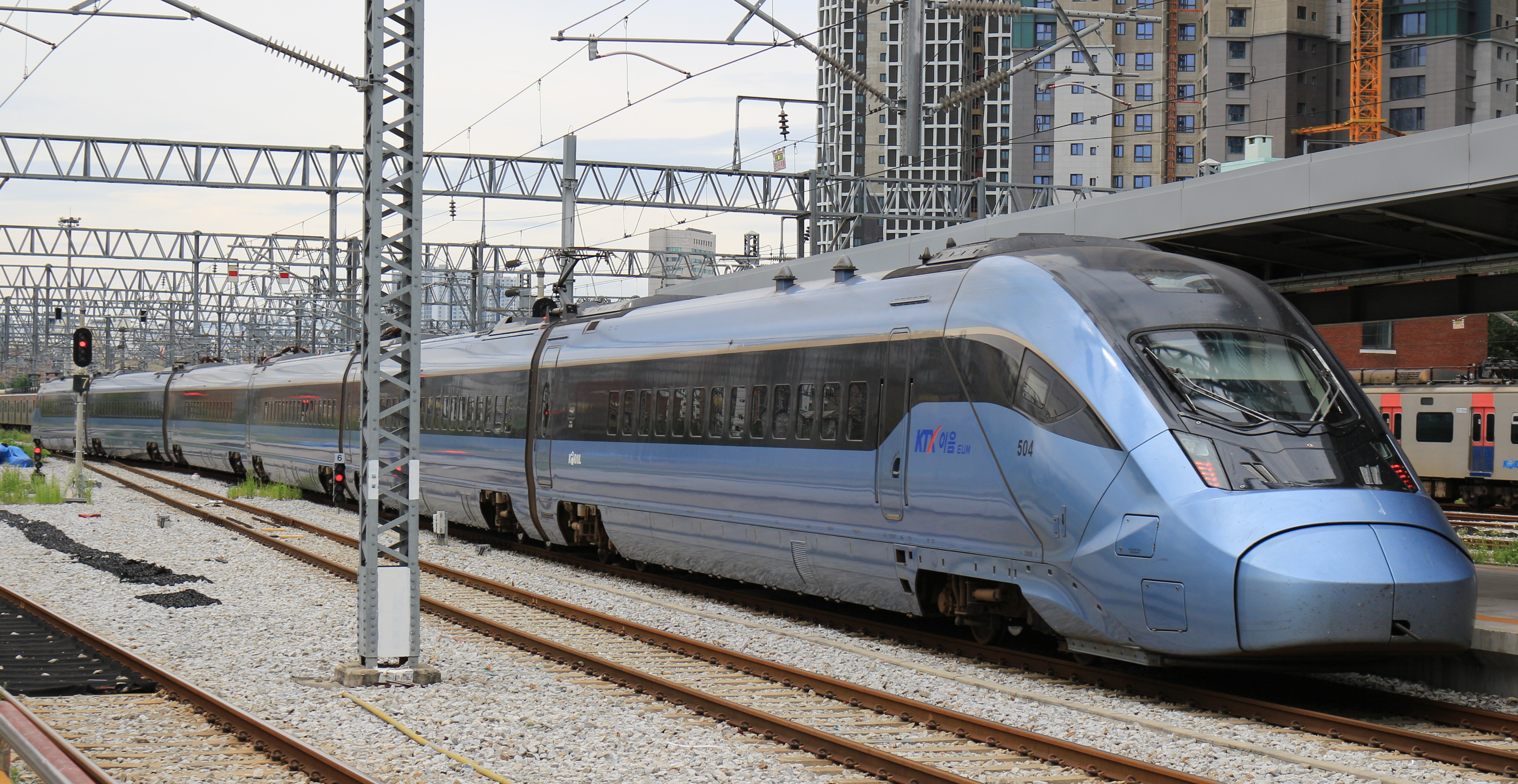
KTX-Eum是韓國首款本地設計及研發，並作商業化營運的動力分散式高速列車

  - KTX-I（46組列車中的34組，Rotem在阿爾斯通授權下生產）
  - HSR-350x（英语：HSR-350x）實驗列車（實驗極速：352.4 km/h（219.0 mph））
  - KTX-山川（韓語：KTX-산천，是韩国首款本地研發，並作商業化營運的動力集中式高速列车）
  - HEMU-430X實驗列車（實驗極速：421.4 km/h（261.8 mph））
  - KTX-Eum（韓語：KTX-이음，又名EMU-260，是韓國首款本地設計及研發，並作商業化營運的動力分散式高速列车）
  - KTX-青龍（韓語：KTX-청룡，又名EMU-320）
- 烏茲別克鐵路EMU-250型（朝鲜语：아프로시욥 EMU-250）高速列車6列42輛（是韓國首次向國外出口高速鐵路技術和高速列車）

#### 區域鐵路／城際鐵路電動列車
- 臺灣鐵路公司

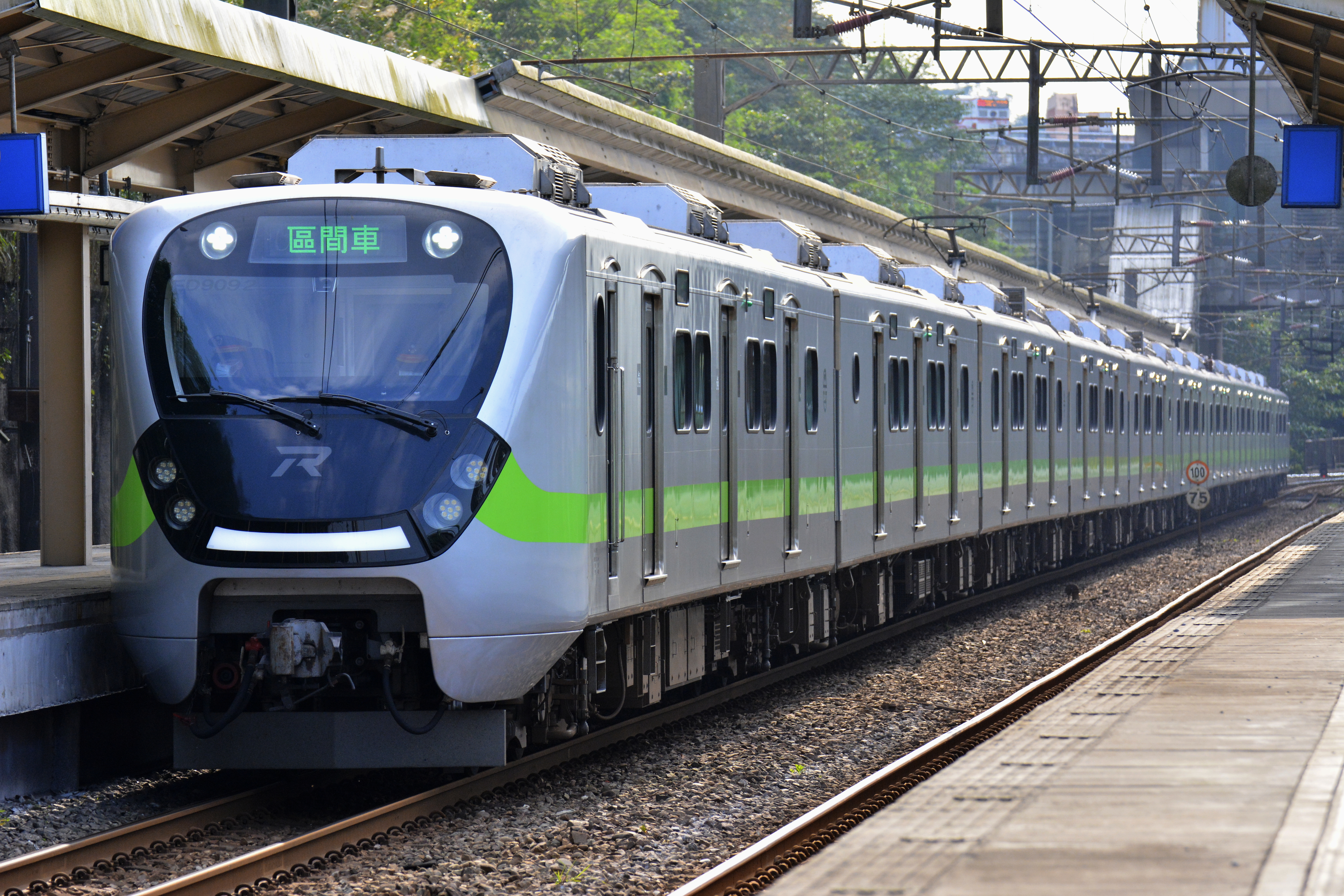
臺鐵EMU900型電聯車

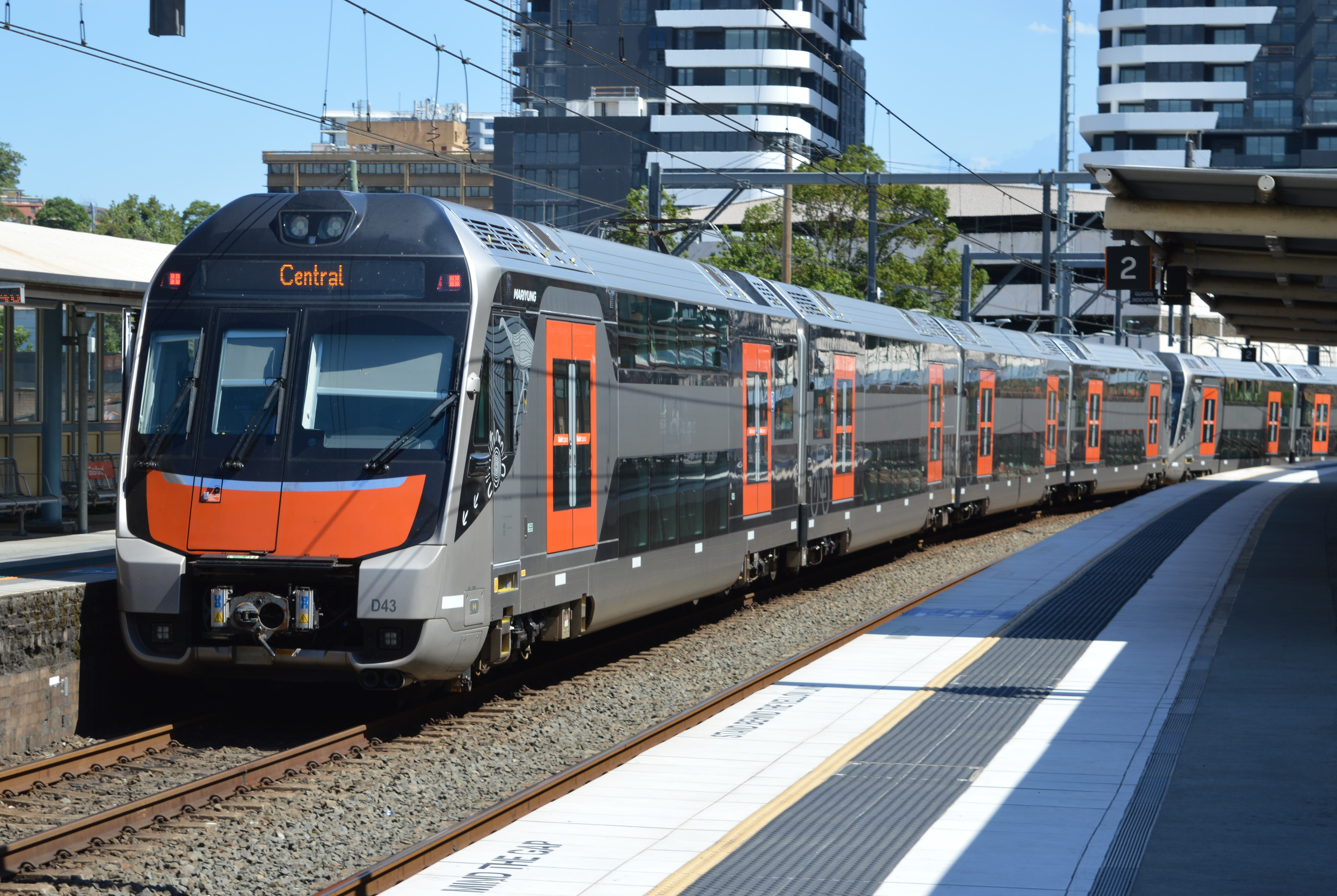
澳洲悉尼火車D系列雙層電動列車

  - EMU500型電聯車344輛（大宇重工生產）
  - EMU600型電聯車56輛（KOROS/Rotem生產）
  - EMU900型電聯車520輛
- 韓國鐵道公社
  - 210000系电力动车组23列138輛（在ITX-新村服務上運營）
  - 368000系电力动车组8列64輛（在ITX-青春服務上運營）
- 韓國仁川國際機場鐵道
  - 1000系电力动车组6列36輛
  - 2000系电力动车组22列132輛
- 韓國SG鐵道A000系電動列車（朝鲜语：SG레일 A000호대 전동차）20列160輛（在GTX-A上運營）
- 澳洲悉尼火車D系列（英语：New South Wales D set）（號）雙層電動列車610輛（70列4節編組、55列6節編組）
- 澳洲昆士蘭鐵路「昆士蘭列車生產計劃」（Queensland Train Manufacturing Program）電動列車65列390輛（現代Rotem和唐納軌道共同在澳洲昆士蘭州廠房組裝）[45][46][47]
- 紐西蘭威靈頓FP/FT型電聯車（英语：New Zealand FP class electric multiple unit）（號）48列96輛（2012年增購35列70輛）
- 馬來西亞馬來亞鐵道
  - 83型电力动车组22組66輛（現代精工生產）
  - 91型电力动车组5組30輛
- 坦桑尼亚标准轨铁路（SGR）電動列車10列80輛（設計基於韓國鐵道公社210000系電動列車）[48][49]
- 突尼西亞萨赫勒地鐵（法语：Métro_du_Sahel）電動列車76輛[50]、突尼斯快速軌道網絡（英语：Réseau_Ferroviaire_Rapide）D線及E線電動列車28列112輛[51][52]
- 土耳其TCDD運輸（英语：TCDD Transport）
  - 马尔马拉铁路E32000型電動列車（英语：TCDD_E32000）440輛
  - 首都鐵路（英语：Başkentray）E23000型電動列車（英语：TCDD_E23000）32列96輛
- 土耳其伊茲班（İZBAN）E22100型電動列車（英语：İZBAN_E22100）40列120輛
- 巴西聖保羅都市圈铁路公司（CPTM）9500型電動列車（英语：CPTM_Series_9500）30列240輛
- 巴西里約熱內盧SuperVia（英语：SuperVia）都市鐵路2005型電動列車（葡萄牙语：TUE_Série_2005_(Supervia)）20列80輛
- 美國宾夕法尼亚州东南地区交通局（SEPTA）120輛（Silverliner V）
- 烏克蘭鐵路HRCS2型（英语：HRCS2）雙電壓電動列車9列90輛

#### 通勤型電動列車／地鐵列車
- 韓國首都圈電鐵

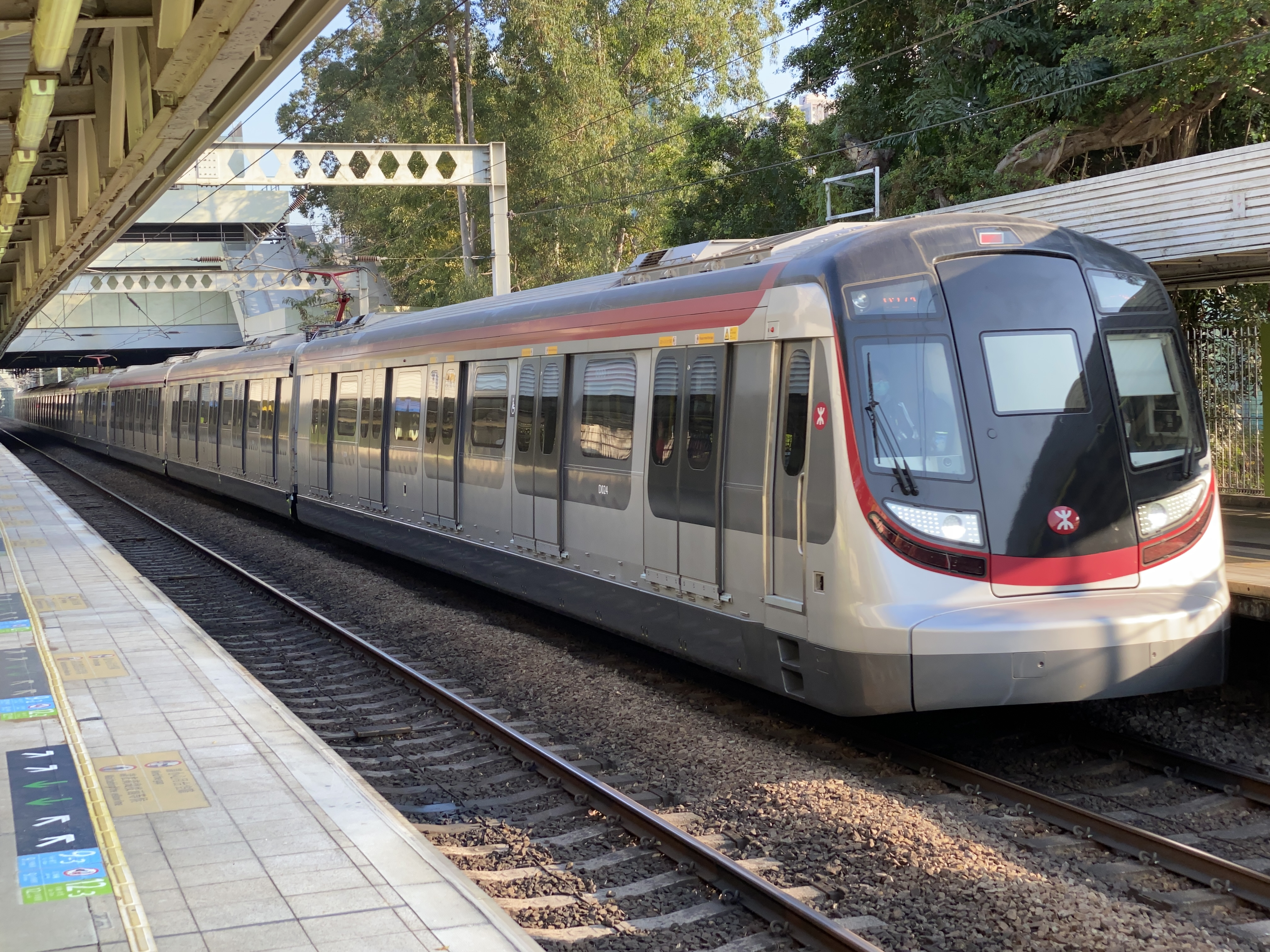
一列港鐵東鐵綫現代列車停靠粉嶺站（2021年2月）

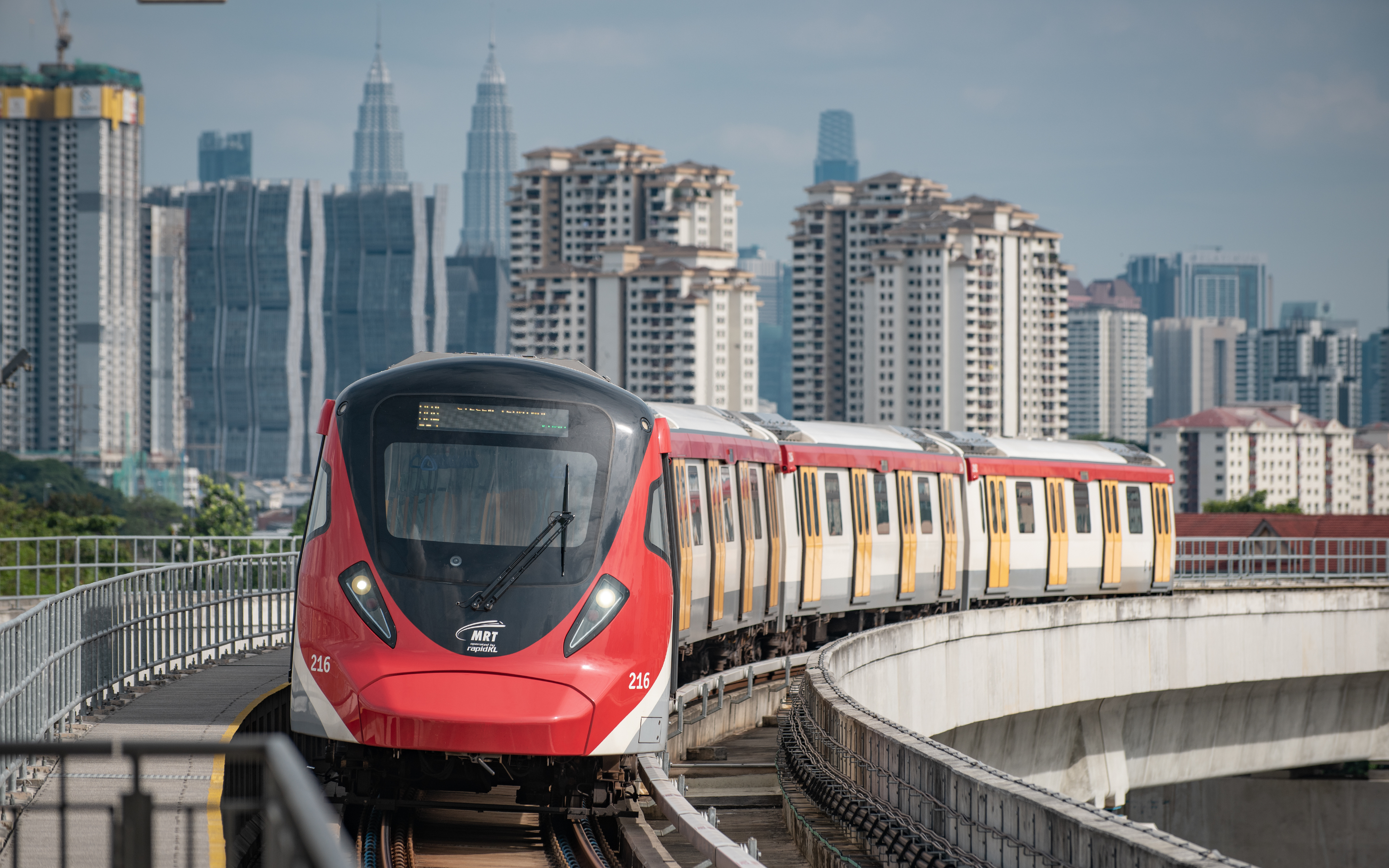
馬來西亞巴生谷大众捷运系统布城线列車

  - 京義·中央線、水仁·盆唐線、京春線、京江線（韓國鐵道公社運營）的大部分電動列車
  - 西海線（韓國鐵道公社391000系電力動車組第1代7列28輛）
  - 1號線、3號線、4號線（韓國鐵道公社、首尔交通公社運營）的大部分電動列車
  - 5號線（首尔交通公社運營）的部分電動列車
  - 新盆唐線D000系電力動車組20列120輛
- 韓國首爾地鐵
  - 2號線、6號線、7號線、8號線（首尔交通公社運營）的部分電動列車
  - 9号线9000系电力动车组45列270輛、統包工程[53]
- 韓國仁川交通公社1000系电力动车组34列272輛
- 韓國釜山都市鐵道1号线第1/2代電動列車、2号线電動列車、3号线電動列車
- 韓國光州广域市都市铁道公社1000系电力动车组23列92輛
- 韓國大邱都市铁道
  - 1000系电力动车组36列216輛（韓進重工生產）
  - 2000系电力动车组30列180輛
- 韓國大田广域市都市铁道公社1000系电力动车组21列84輛
- 臺灣桃園捷運綠線電聯車80輛[54]
- 臺灣高雄捷運紅線（岡山路竹延伸線）16列電聯車[55]
- 臺灣臺北捷運高運量電聯車7列42輛[2]
- 香港港鐵
  - 市區綫韓製列車104輛（KOROS/Rotem生產）
  - 東涌綫韓製列車32輛（Rotem生產）
  - 東鐵綫現代列車333輛
- 马来西亚巴生谷大众捷运系统布城线49列196輛
- 新加坡地鐵裕廊区域线J151型電動列車62列186輛
- 哈萨克斯坦阿拉木图地铁60輛
- 印度德里地鐵196輛、班加羅爾地鐵150輛、海得拉巴地铁171輛、艾哈邁達巴德地鐵96輛（截至2019年3月，總共向印度供應1,397輛地鐵車廂）[56]
- 加拿大溫哥華架空列車加拿大線電動列車20列40輛（2018年增購12列24輛）
- 巴西聖保羅地鐵4號線電動列車84輛
- 埃及開羅地鐵2號線電動列車48輛、3號線電動列車256輛[57]
- 土耳其伊斯坦堡地鐵M2號線及M6號線電動列車32輛、M7號線及M8號線電動列車300輛
- 菲律賓馬尼拉輕軌2號線2000型電動列車（英语：LRTA_2000_class）18列72輛（Rotem生產）
- 菲律賓馬尼拉地鐵7號線（英语：MRT_Line_7_(Metro_Manila)）000型電動列車36列108輛、統包工程[53]
- 美國洛杉磯地鐵HR5000型電動列車（英语：Hyundai Rotem HR5000）182輛
- 希臘雅典地鐵2號線、3號線電動列車（第二代：126輛；第三代：102輛）

#### 路面電車／輕軌列車

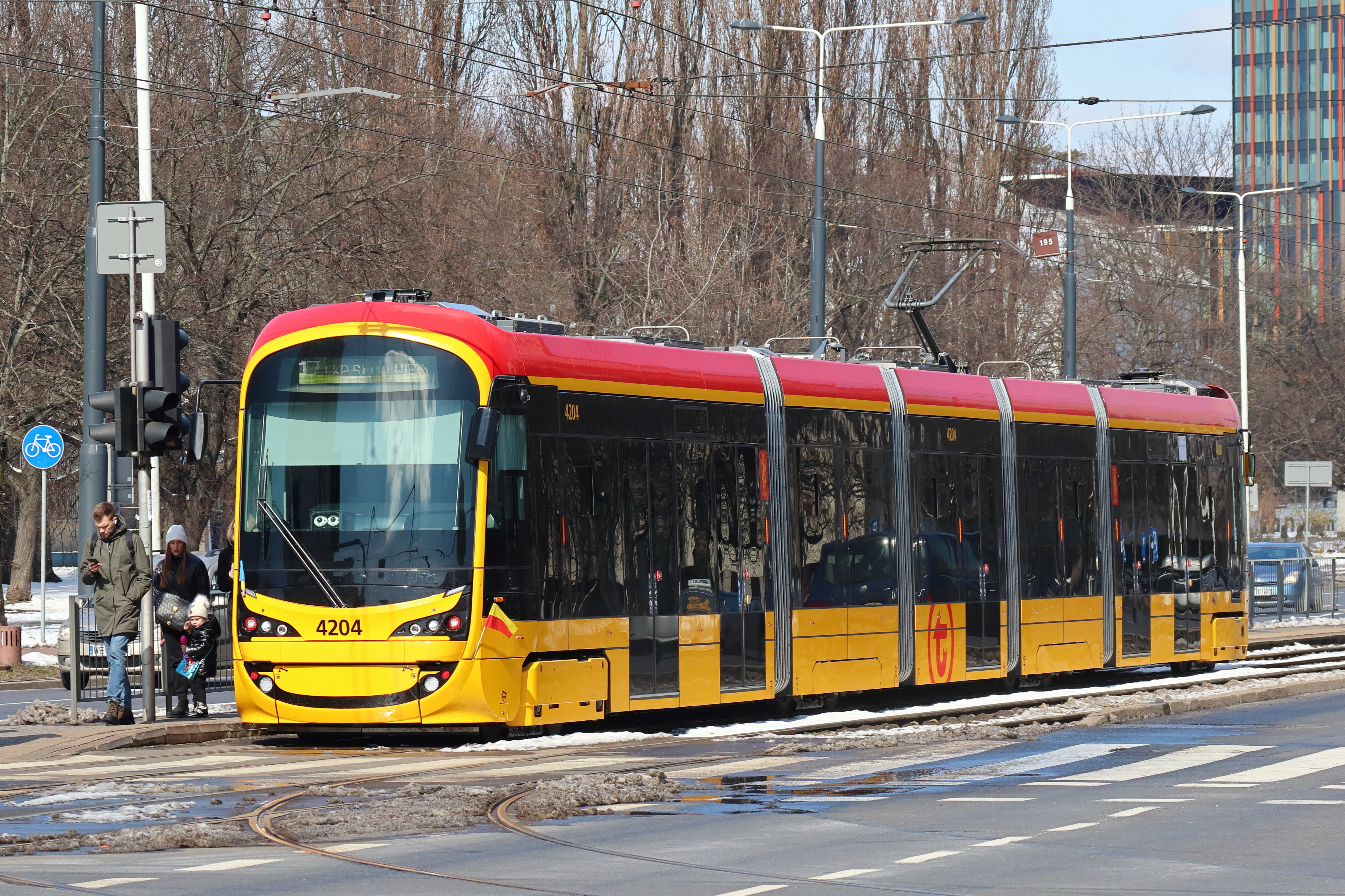
波蘭華沙路面電車140N型

- 波蘭華沙路面電車140N、141N、142N型低地台車輛123列[58]（每列3輛或5輛，總數575輛）[59]
- 加拿大愛民頓輕鐵河谷線西段低地台路面電車46列[60]
- 韓國首都圈電鐵
  - 仁川交通公社2000系电力动车组37列74輛[59]、統包工程
  - 首爾輕電鐵牛耳新設線UL000系电力动车组18列36輛[59]
  - 金浦都市鐵道金浦金線運營1000系電聯車（朝鲜语：김포골드라인운영 1000호대 전동차）23列46輛[59]（後續增購最少5列10輛）
- 韓國釜山都市鐵道釜山—金海轻电铁1000系电力动车组25列50輛、統包工程[53]
- 土耳其安塔利亞路面電車（英语：Trams_in_Antalya）低地台車輛18列90輛[59]、伊兹密尔路面電車（英语：Tram_İzmir）低地台車輛38列190輛[59]、阿達納地鐵高地台輕軌車輛36輛、伊斯坦堡電車（英语：Istanbul_Tram）T4號線（英语：T4_(Istanbul_Tram)）LRV34型高地台輕軌車輛63輛
- 菲律賓馬尼拉輕軌1號線1100型（英语：LRTA_1100_class）高地台輕軌車輛7列28輛（現代精工生產）
- 印尼雅加达轻轨電動列車8列16輛

#### 柴油列車

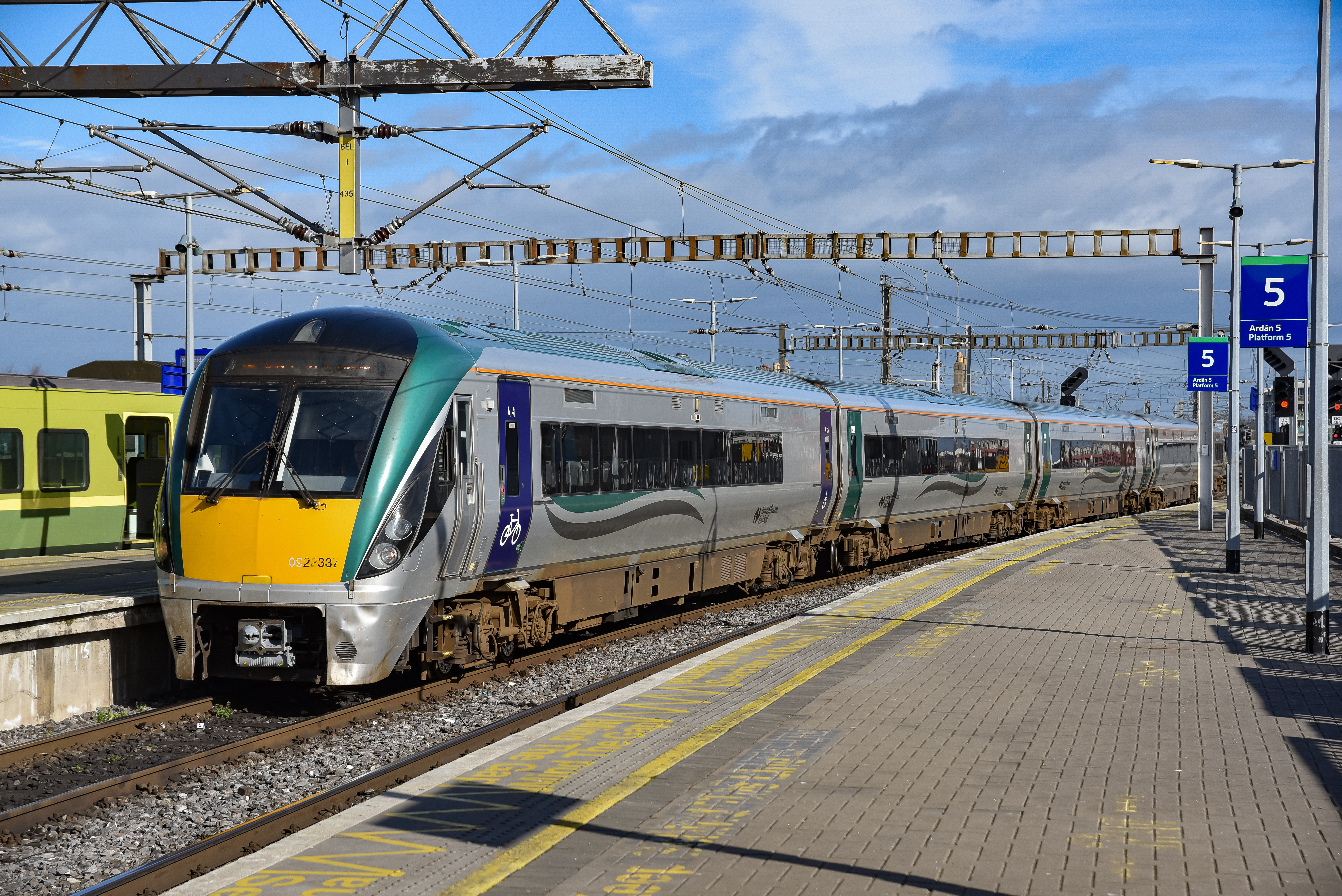
愛爾蘭鐵路22000型柴油列車

- 愛爾蘭鐵路22000型（英语：IÉ_22000_Class）柴油列車234輛（2018年增購41輛）
- 土耳其國家鐵路DM15000型（英语：TCDD DM15000）柴油列車24輛[61][62]
- 土耳其國家鐵路MT30000型（英语：TCDD MT30000）柴油列車84輛（授權土耳其生產）[63]
- 菲律賓國家鐵路馬尼拉都會通勤線（英语：PNR_Metro_Commuter_Line）柴油列車（英语：PNR Hyundai Rotem DMU）18輛
- 伊朗鐵路城際鐵路柴聯車120輛[64]
- 泰國國家鐵路局APD.20柴聯車20輛、APD.60柴聯車60輛（均由大宇重工生產）
- 韓國鐵道
  - 新村號型柴聯車（DHC，大宇重工、現代精工、韓進重工均有生產）
  - 通勤型柴油列車（CDC，大宇重工生產）
  - 優等型柴油列車（DEC，大宇重工生產）
  - 無窮花號柴油列車（NDC，大宇重工生產）

#### 推拉式列車

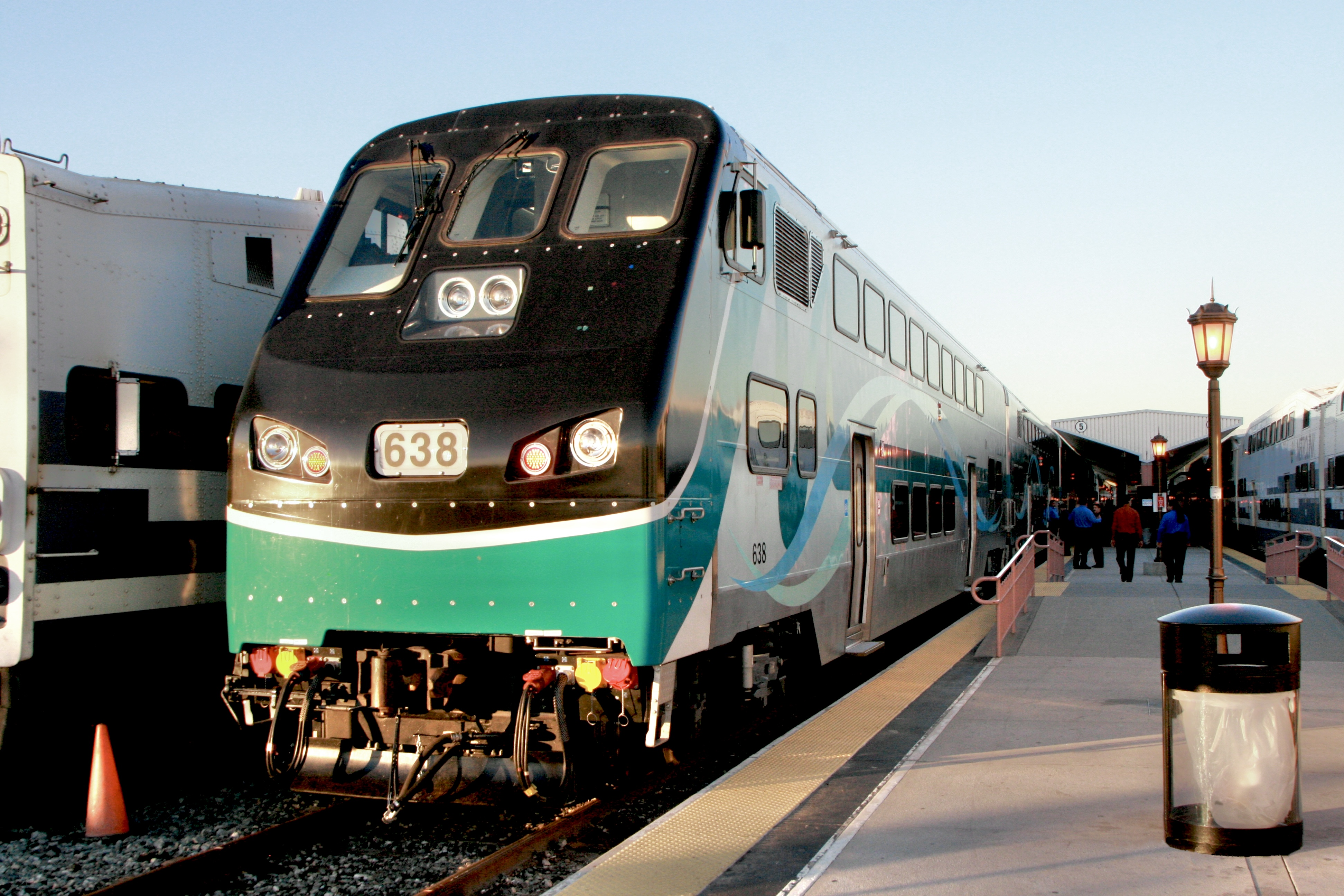
美國南加州都会铁路現代Rotem雙層列車

- 臺鐵1000型推拉式自強號客車336輛（現代精工生產）[b]
- Rotem雙層通勤列車（英语：Rotem Commuter Cars）（在以下美國鐵路網絡運行）
  - 马萨诸塞湾交通局通勤铁路（MBTA Commuter Rail）
  - 南加州都会铁路（Metrolink）
  - 三縣鐵路（Tri-Rail）

#### 鐵路機車

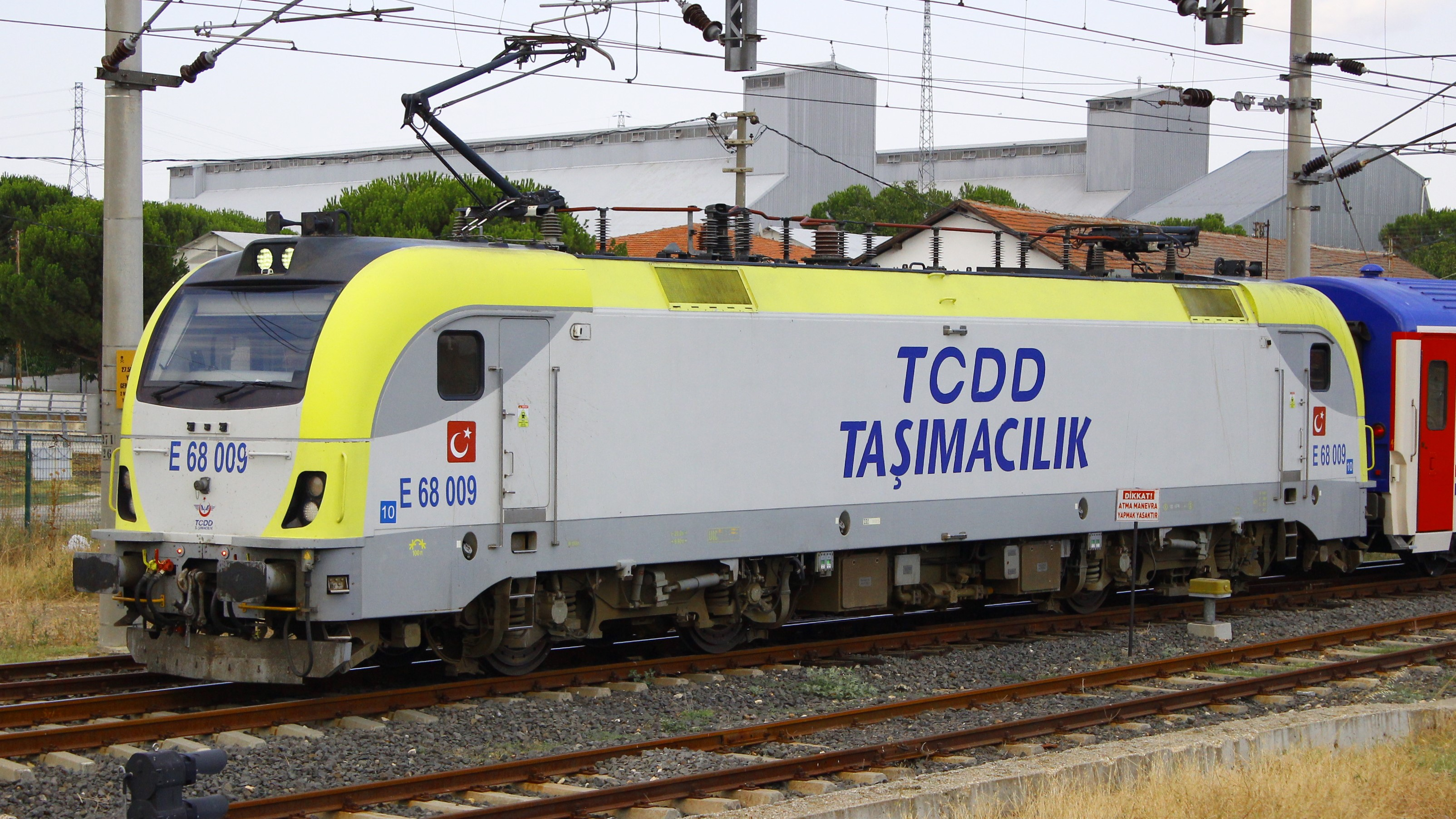
土耳其國鐵E68000型電力機車

- 孟加拉國鐵路2900型（英语：Bangladesh_Railway_Class_2900）柴電機車39輛、3000型（英语：Bangladesh_Railway_Class_3000）柴電機車30輛[65]（兩者均在EMD授權下生產）
- 韓國鐵道公社
  - 4400型柴電機車（EMD GT18B-M衍生型）
  - 7000型、7100型、7200型、7300型、7400型、7500型柴電機車（EMD GT26CW衍生型）
  - 7600型柴電機車25輛[65]（通用電氣PowerHaul（英语：GE PowerHaul）衍生型）
  - 8000型电力机车（94輛中的4輛，大宇重工在阿爾斯通授權下生產）
  - 8100型电力机车2輛（大宇重工在西門子授權下生產）、8200型电力机车83輛（Rotem在西門子授權下生產）
  - 8500型电力机车87輛[65]
- 土耳其國家鐵路E68000型（英语：TCDD_E68000）電力機車80輛[65]（首8輛由現代Rotem生產，其後72輛授權土耳其生產)
- 坦桑尼亚标准轨铁路（SGR）E68000型電力機車17輛[66][67]

#### 磁浮列車

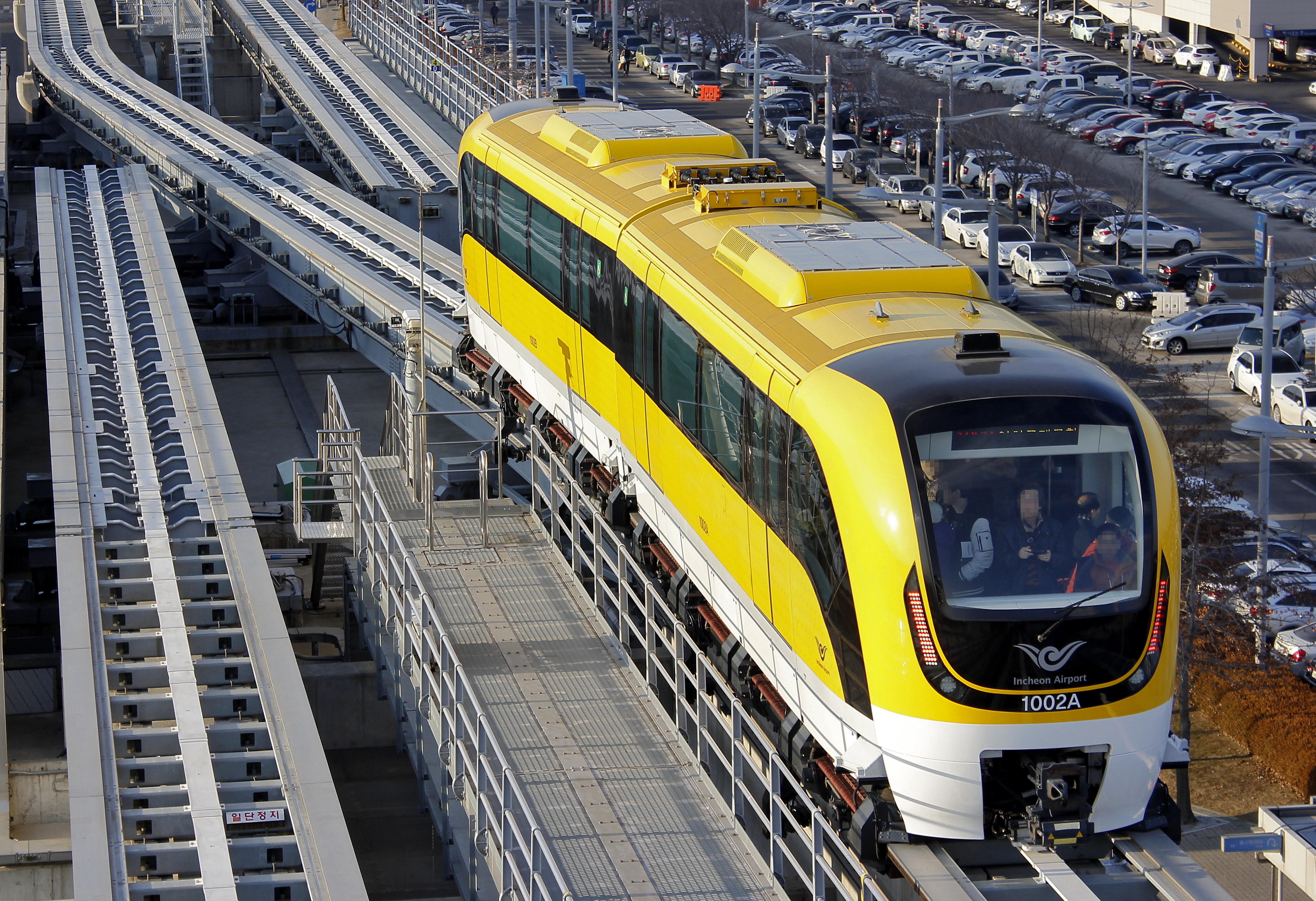
ECOBEE磁浮列車

- ECOBEE（朝鲜语：에코비）（在韓國仁川機場磁浮鐵道上運行）
- UTM-02

#### 列車翻新／列車電機系統
- 新加坡地鐵川崎重工C151型電力動車組列車翻新工程[68]
- 中國深圳地铁北车长客B型电动列车、南车浦镇B型电动列车牵引系统[69][c]

### 鐵路信號系統
現代Rotem也有聯同韓國國土交通部、韓國鐵道研究院、韓國國家鐵道公團、韓國鐵道公社以及其他行業內業者，參與名為韓國列車控制系統的國家級研發項目，在韓國建立自主研發的鐵路信號系統。2018年，KTCS-2（KTCS當中一個主要設計用於主線鐵路及高速鐵路的子項目）研究成功，而後續的設備研發、表現測試驗證、產品認證均由現代Rotem完成。2023年和2024年，由現代Rotem製造設備及進行安裝的KTCS-2系統分別在韓國的全羅線和大慶線上開始商業運行。

#### 商業運行中
- 全羅線 (KTCS-2)[71]
- 大慶線 (KTCS-2)[70]

#### 測試中
- 一山線 (KTCS-M，KTCS當中另一個主要設計用於城市軌道交通的子項目)[72]

## 軍事產品

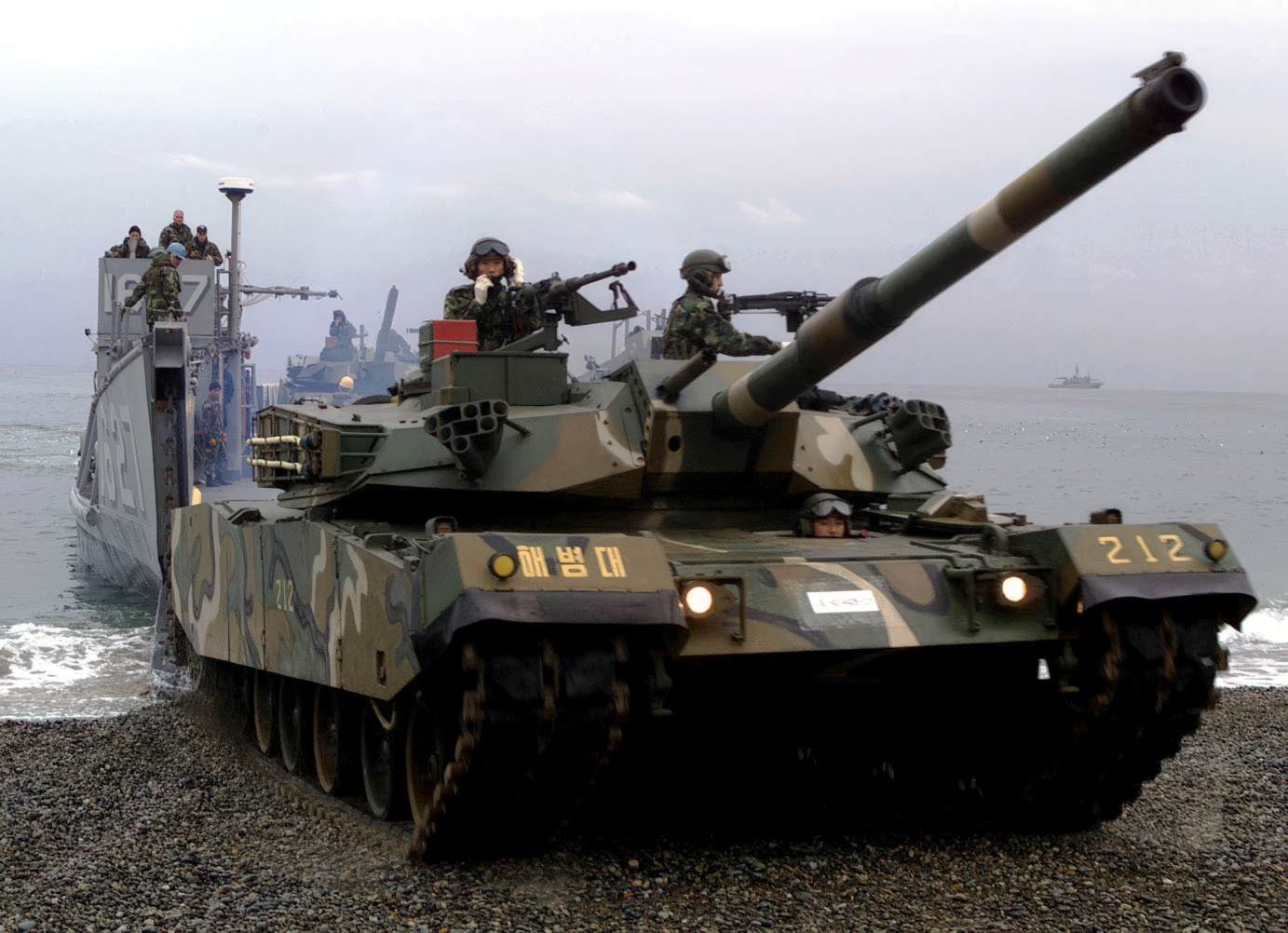
K1主戰坦克

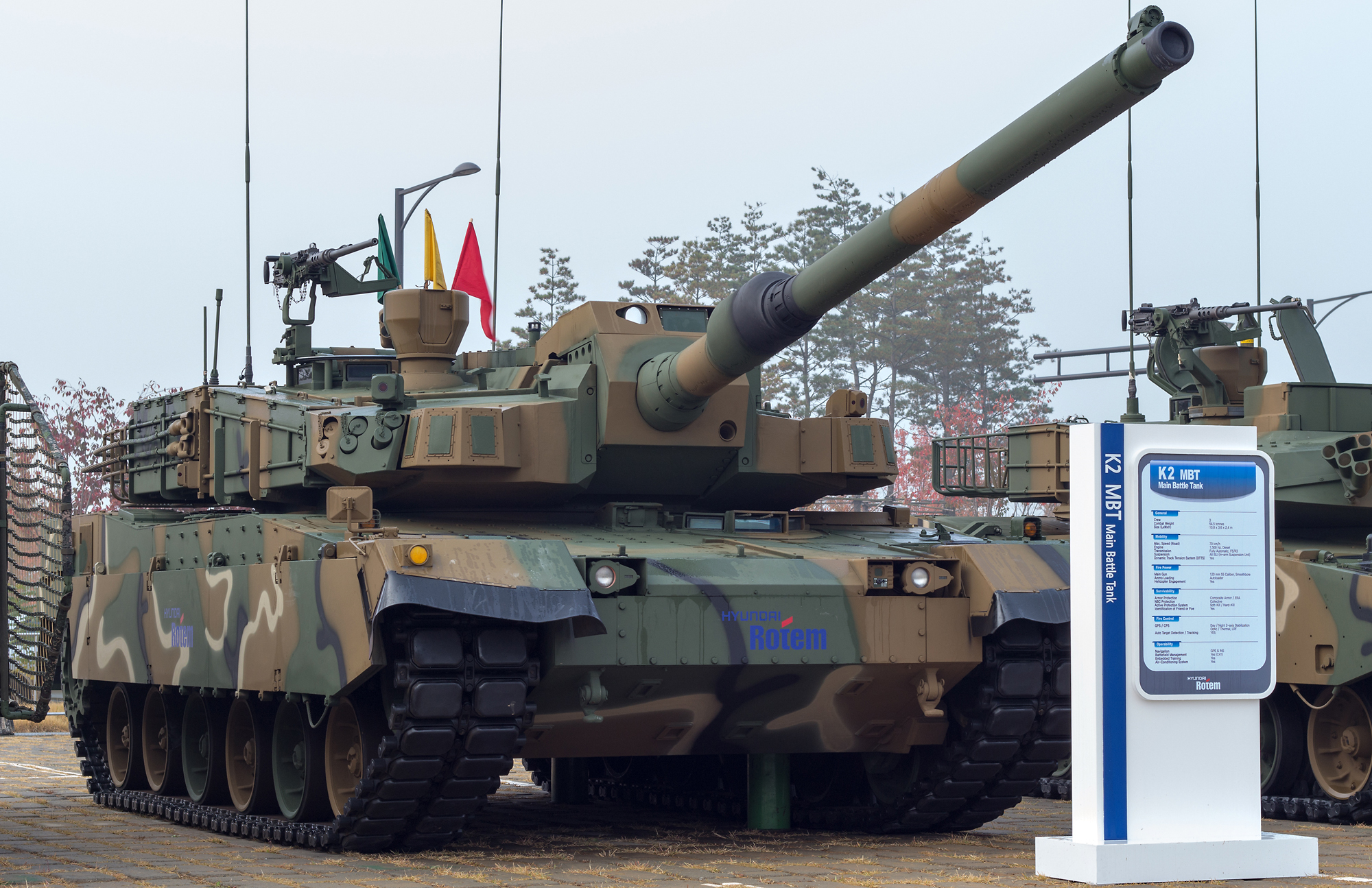
K2「黑豹」主戰坦克

- K1主戰坦克
- K2主戰坦克
- K808/806裝甲運兵車

## 廠房產品
- 物流解決方案
  - 倉庫用、港口用自动导引车
  - 旅客登機橋、郵輪登船橋
  - 汽車工業用輸送系統
- 壓力機（衝床、液壓衝床、機械壓力機等）
- 煉鐵廠、煉鋼廠設備（高爐、電弧爐、熱處理設備等）
- 氫氣基礎設施
  - 天然氣用蒸汽甲烷重整（SMR）設備
  - 加氫系統、運輸、倉儲設備

## 與鐵路車輛相關爭議

### 台鐵推拉式自強號列車
2005年中旬，由於E1000型電力機車（台鐵推拉式自強號的動力機車）設計不良且施工不佳（雖不是由現代精工生產，但標案當初由其得標並轉標他廠生產動力機車），導致經常故障與誤點，台鐵因此遭受很大的責難。為減輕營運的壓力，台鐵在2005年8月3日改點，將雙向各2班每日行駛正班車及所有用推拉式自強號行駛的定期加班車停駛，部份車況不甚良好的編組也以加掛輔助機車（補機）行駛，以避免無車可用及列車故障停擺的窘境。為降低減班帶來的衝擊，此時推拉式自強號每編組加掛1節車廂為常態13輛編組。
中華民國審計部調查發現，台鐵在推拉式列車的合約管理上諸多問題。現代精工併入Rotem後，台鐵並未對這個變化做出適當的應變措施，並放任合約廠商繳交的履約保證金新臺幣5億2千萬元過期，而失去制衡廠商的利器，才會導致日後的權益受損。而2003年底韓商悄悄撤離台灣後，相關負責機關也未積極辦理求償，直到列車故障連連時才發覺事態嚴重。另故障原因多為牽引馬達有重大瑕疵，行駛途中當機而造成出力不足，而且備用零件取得不易無法維修。台鐵在發現事態嚴重後，向國內外各管道尋求協助。台鐵於2005年9月左右透過仲介向大同公司委託研發生產牽引馬達，但最後研發失敗。同年8月間，台鐵找上法國國鐵（SNCF）擔任技術顧問並協助改善車體缺點，並向原廠阿爾斯通採購牽引馬達維修替換。
除推拉式自強號外，臺鐵當時的主力車種EMU500、EMU600皆購自韓國廠商，但在列車製造廠商突然無預警撤回駐臺灣維修人員的情況下，主力車種的使用前景堪慮。因此，時任中華民國交通部部長林陵三下令禁止韓國廠商再度來臺灣投標列車採購，以逼迫韓國政府出面協調，願意針對推拉式列車的設計瑕疵進行第8次改造。該次改造後車況已經趨於穩定。
後續中華民國經濟部於2010年提出仲裁聲請，台鐵向現代精工索賠新臺幣19億元。經過多年訴訟，2018年臺灣高等法院決定以新臺幣1.6億元達成和解。

### 美國波士頓马萨诸塞湾交通局（MBTA）列車
2008年初，現代Rotem與波士頓马萨诸塞湾交通局（MBTA）簽訂合約，購買75個列車車廂。該合約要求在2010年10月前交付首批4個車廂，而其餘71個車廂車則計劃在2012年底前交付。然而，由於長期延誤、工藝粗疏、材料短缺，以及其時任行政總裁於2012年11月逝世，截至2012年底，現代Rotem僅交付了4個車廂。2012年12月21日，MBTA向現代Rotem發函，威脅若其無法盡快解決問題，將違反合約條款，MBTA將取消合約。自此之後，新車持續出現各種機械問題，導致車輛短缺與延誤。
儘管如此，截至2024年底，MBTA仍行使增購權，向現代Rotem訂購更多列車車廂。

### 烏克蘭鐵路HRCS2型列車
烏克蘭鐵路為準備在2012年欧洲足球锦标赛期間在舉辦足球賽事的城市之間運送乘客，在2010年12月和現代Rotem簽訂合約，購買10列電動列車，並命名為HRCS2型。首兩列列車於2012年3月11日以船運方式運抵烏克蘭敖德薩，隨即再運到哈爾科夫進行驗收測試。在歐洲足球錦標賽開始前，有六列列車已運抵烏克蘭，並於2012年6月前通過驗收測試，並在同年5月底開始投入烏克蘭鐵路來往基輔和哈爾科夫、以及來往基輔和利沃夫的城際鐵路和Intercity+（烏克蘭語：Інтерсіті+）服務。其餘四列列車於同年8月左右抵達。
然而，由於交付時間緊迫（從簽訂合約到交付第一列列車只有大約15個月），這批列車並未如鐵路行業慣例進行四季測試。2012年12月，由於天氣寒冷，列車幾乎每天都發生故障，招致乘客和時任烏克蘭總統維克托·亞努科維奇的批評。現代Rotem以「在烏克蘭的第一個冬天」為由，向烏克蘭乘客致歉，並表示會在烏克蘭派駐工程師團隊至最少2018年。2013年10月初，現代Rotem保證Intercity+列車在未來秋冬季「持續運作」，然而所有列車於2014年2月12日停駛。同年4月29日，其中一列列車恢復服務，列車改善工程預計於同年7月底完成。改造後列車車況已經趨於穩定，並在2022年俄羅斯入侵烏克蘭時對維持鐵路客運貢獻甚大。
2024年8月，有報導指烏克蘭鐵路有意向現代Rotem購買20列電動列車，作為車隊現代化工程的一部分。

## 外部連結
- 現代Rotem官方網站（韓文）（页面存档备份，存于）
- 現代Rotem官方網站（英文）
- Hyundai Rotem TECH網站（韓文）
- Hyundai Rotem TECH網站（英文）
- 現代Rotem官方部落格
- 現代Rotem的Instagram帳戶
- YouTube上的現代Rotem頻道
- 現代Rotem的商業數據：  - Google
  - Reuters
  - Yahoo!